# Teolo
Teolo är en ort och kommun i provinsen Padova i regionen Veneto i Italien. Kommunen hade 9 053 invånare (2018).